# Chaetosciara solutospina
Chaetosciara solutospina är en tvåvingeart som beskrevs av Werner Mohrig 2003. Chaetosciara solutospina ingår i släktet Chaetosciara och familjen sorgmyggor.
Artens utbredningsområde är Honduras. Inga underarter finns listade i Catalogue of Life.